# Starec
Starec je vesnice, část města Kdyně v okrese Domažlice v Plzeňském kraji. Starec leží na železniční trati Domažlice–Klatovy, poblíž vsi se nachází stejnojmenná železniční zastávka.

## Historie
Ves byla založena na svazích vrchu Klepný, jeden kilometr jižně od Kouta na Šumavě. První písemná zmínka o Starci pochází z roku 1397, tehdy patřila vesnice k panství blízkého hradu Rýzmberka. V pozdějších dobách připadla vesnice se koutskému velkostatku. V roce 1654 žilo ve vsi deset hospodářů, do roku 1757 se jejich počet zvýšil na jedenáct. V roce 1930 měla ves 47 chalup a 266 obyvatel, v roce 1991 zde stálo 52 chalup a žilo 129 obyvatel.
Asi dva kilometry jihozápadním směrem od Starce leží bývalý dvůr koutského velkostatku Bělohrad.
Roku 2021 začala úprava bývalého objektu hasičárny na kapli svaté Anny.

## Obyvatelstvo
| Rok            | 1869 | 1880 | 1890 | 1900 | 1910 | 1921 | 1930 | 1950 | 1961 | 1970 | 1980 | 1991 | 2001 | 2011 | 2021 |
| -------------- | ---- | ---- | ---- | ---- | ---- | ---- | ---- | ---- | ---- | ---- | ---- | ---- | ---- | ---- | ---- |
| Počet obyvatel | 221  | 241  | 221  | 254  | 266  | 267  | 266  | 169  | 181  | 166  | 128  | 129  | 125  | 128  | 116  |
| Počet domů     | 33   | 33   | 36   | 35   | 40   | 44   | 47   | 53   | 50   | 49   | 44   | 49   | 53   | 55   | 55   |

## Obecní správa
Při sčítání lidu v letech 1850–1971 Starec byl samostatnou obcí v okrese Domažlice. Od 26. listopadu 1971 je částí města Kdyně v okrese Domažlice, kdy se konaly městské volby.

## Fotogalerie

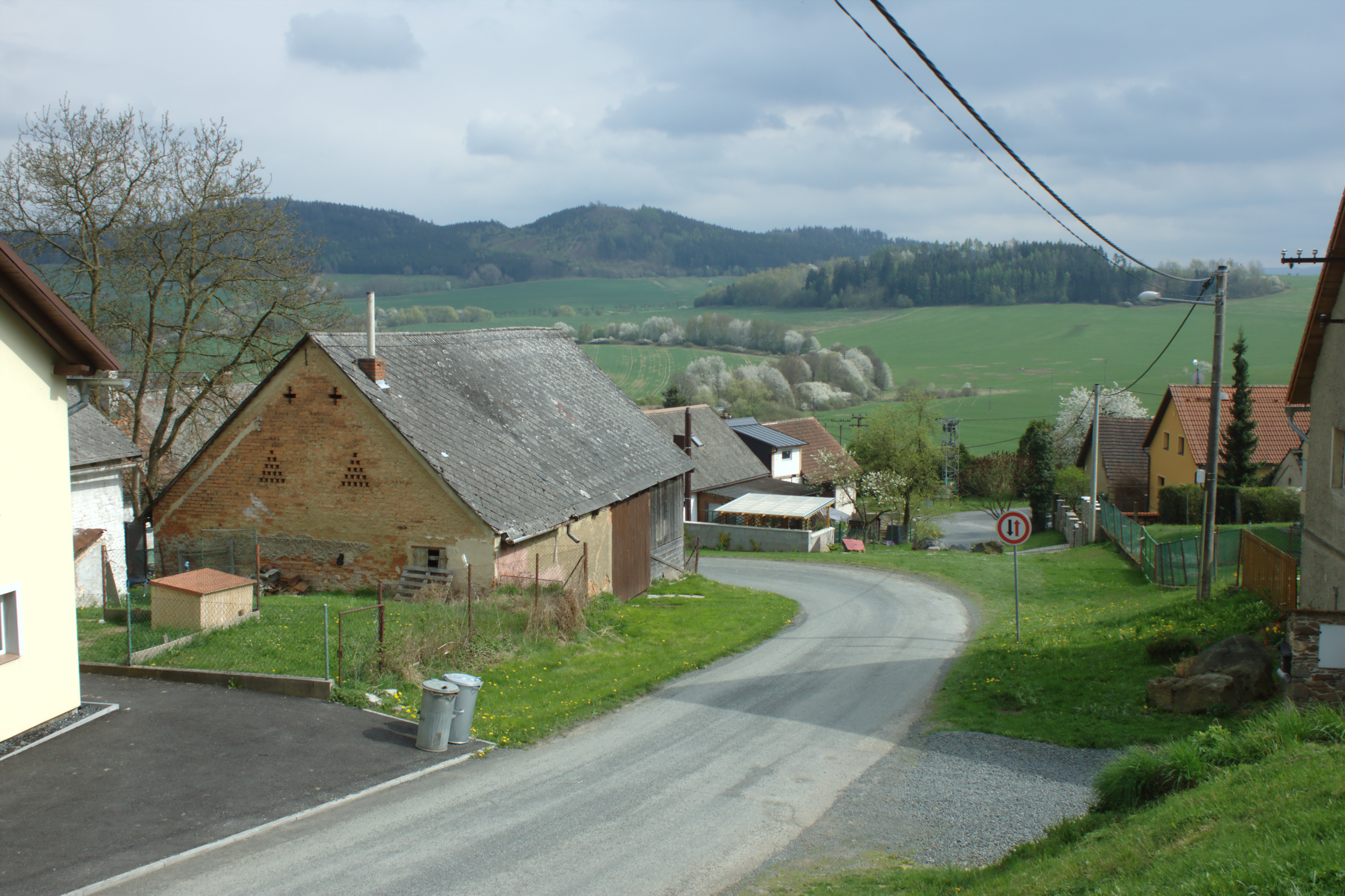
Místní domy
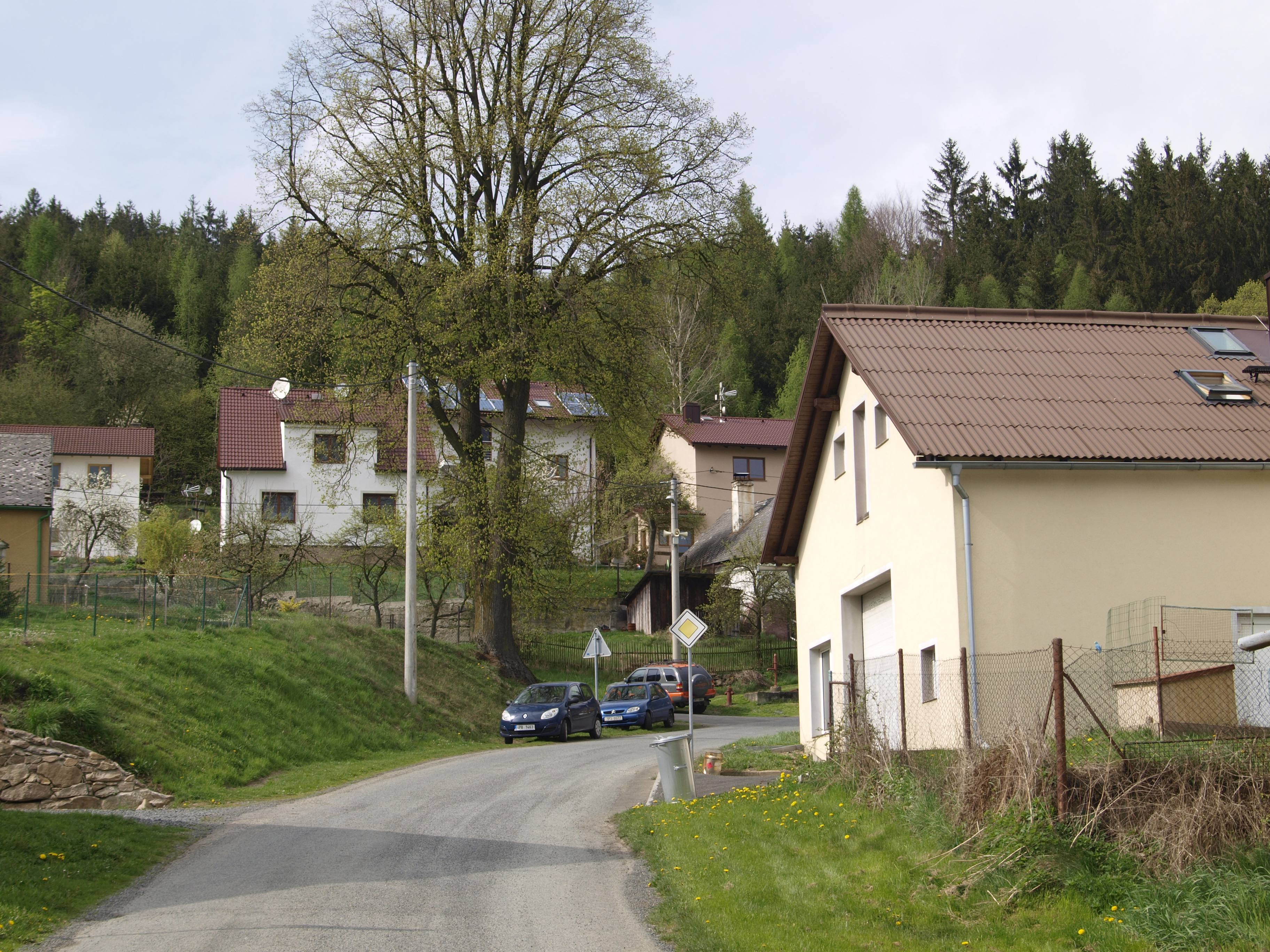
Severozápad obce
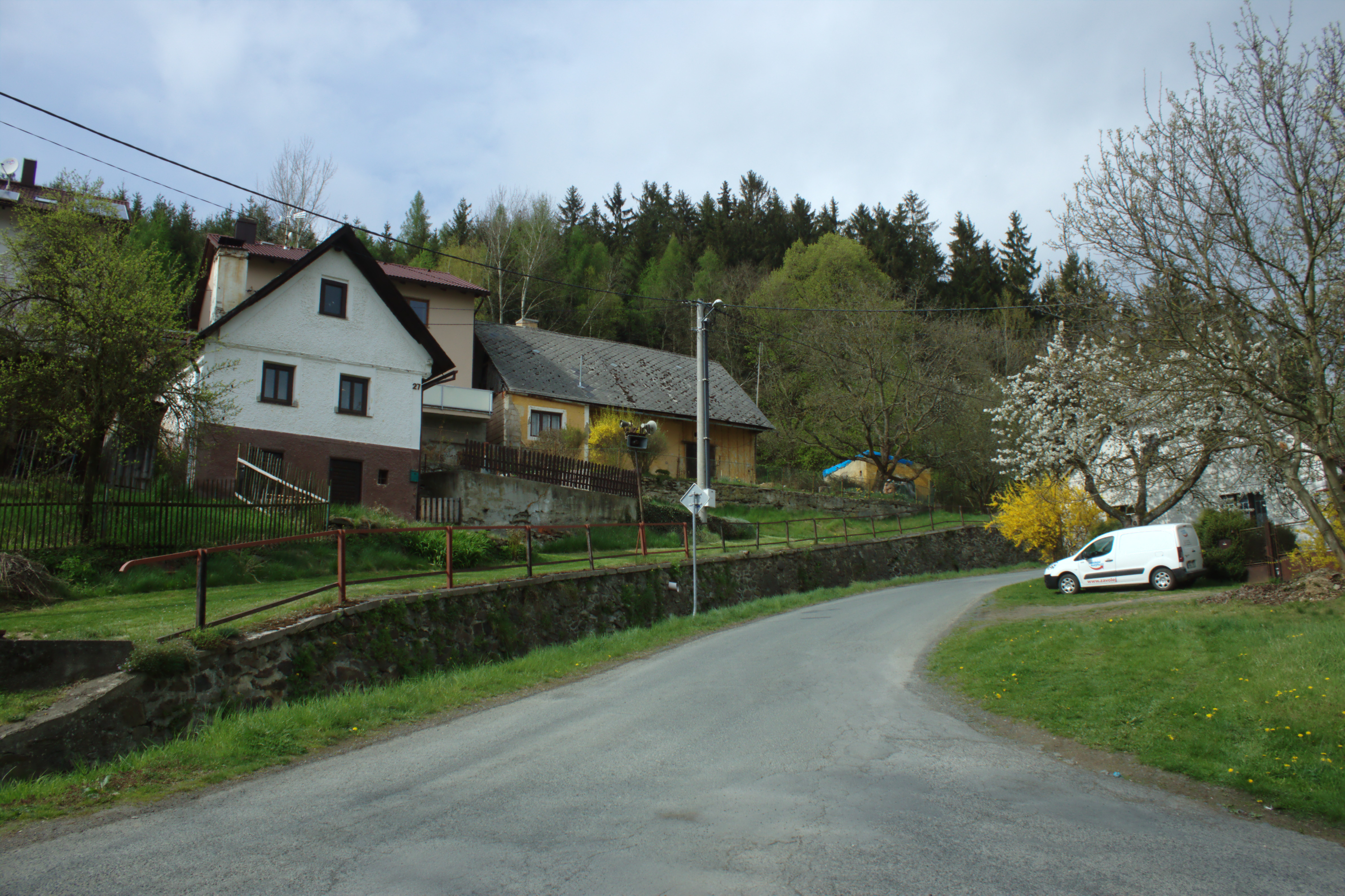
Domy ve Starci